# Crveni križ cara Konstatina
Crveni križ cara Konstatina (engl. Red Cross of Constantine), službeno Slobodnozidarski i vojni red crvenog križa cara Konstatina i pridruženih mu redova svetog Groba i svetog Ivana Evanđelista (Masonic and Military Order of the Red Cross of Constantine and the Appendant Orders of the Holy Sepulchre and of St John the Evangelist) je kršćanski i viteški red u slobodnom zidarstvu. Kandidati za red moraju već biti članovi simboličke lože i kapitela Kraljevskog luka. Također, moraju biti i pripadnici kršćanske religije te istaknuti svoje vjerovanje u kršćansku doktrinu Presvetog Trojstva. Riječ je o neovisnom redu u okviru engleskog sustava slobodnog zidarstva, a istodobno i o počasnom tijelu povezanom s američkim Yorkčim obredom.
Red Crvenog križa cara Konstatina je trostupanjski red u slobodnom zidarstvu, dok sa svojim pridruženim redovima u ovom se sustavu dodjeljuje ukupno pet stupnjeva. Podizanjem u viteza Red Crvenog križa cara Konstatina pristupa se u prvi stupanj ovog reda. Slijede još dva stupnja, kao i dva druga različita slobodnozidarski reda (oba kršćanskog karaktera) koja su pod nadzorom svake nacionalne (ili regionalne) velike imperijalne konklave Reda.

## Povijest
Slobodno zidarstvo je od 18. stoljeća ugradilo simbole i rituale nekoliko srednjovjekovnih vojnih redova u mnoge slobodnozidarske redove, ponajviše u Red crvenog križa cara Konstatina koji je izveden iz Svetog viteškog konstantinijanskog reda sv. Jurja, kao i u neke istaknute u Yorčkom obredu.
Utvrđivanje preciznog podrijetla ovog red povjesničarima se pokazalo problematičnim posebice zbog velikog broja bratstava čiji naslovi uključuju ili su povijesno uključivali izraz "crveni križ". Čini se vjerojatnim kako je Red Crvenog križa cara Konstatina nastao u Engleskoj prije 1780. godine, dok je (poslije nekoliko reorganizacija) najranije dokumentirani datum Reda ovog sadašnjeg ustroja iz 1865. godine kada je njegovu konstituciju formalno uspostavio Robert Wentworth Little. Vremenom je postao jedan od deset 'pridruženih' masonskih redova kojim se upravlja iz zajedničkog sjedišta u Mark Masons' Hall-u u Londonu. Nakon uspostave konklava u prekomorskim zemljama osnovano je nekoliko suverenih stranih Velike imperijalne konklave (vladajućih tijela) Reda.

## Struktura stupnjeva
Red Crvenog križa cara Konstantina ima tri stupnja:
- 1° – vitez (engl. Knight Mason)
- 2° – svećenik, odnosno Zaređeni Euzebije (Priest Mason ili Installed Eusebius):
- 3° – princ (Prince Mason), negdje i suveren

### Prvi stupanj viteza
Nakon primanja u Red, član postaje vitez zidar ili vitez Red Crvenog križa cara Konstatina. Ova ceremonija poznata je kao podizanje i odvija se u konklavi. Konklava je regularna jedinica ovog Reda a i naziv je za bilo koji skup članova prvog stupnja ovoga reda. Ceremonija je kratka i jednostavna i uči vrijedne moralne lekcije utemeljene na priči o rimskom caru Konstantinu Velikom i bitci kod Milvijskog mosta.

### Drugi stupanj svećenika
Pri izboru za potkralja (engl. Viceroy), drugog zapovjednika konklave, član mora biti primljen u drugi stupanj kroz ceremoniju kojoj on postaje ugledni svećenik-zidar, odnosno zaređeni Euzebije. Ova ceremonija se odvija u koledžu svećenika-zidara. Koledž je naziv za bilo koji skup članova drugog stupnja ovoga reda. Ceremonija je izrazito duhovne naravi i otvoreno uključuje religioznu simboliku i ritual. Nakon što je stekao ovaj stupanj, svećenik ima pravo vršiti dužnost potkralja u svojoj ili bilo kojoj drugoj konklavi ili koledžu. Općenito, ovaj se stupanj može dodijeliti samo onima koji su podignuti u potkralja konklave, iako su izuzeci mogući izuzećem.

### Treći stupanj princa
Kad je izabran za suverena, voditelja konklave, član mora biti primljen u treći stupanj u ceremoniji u kojoj postaje savršeni princ-zidar. Ova ceremonija se odvija u senatu prinčeva-zidara. Senat je naziv za bilo koji skup članova drugog stupnja ovoga reda. Stekavši ovaj stupanj, princ-zidar ima pravo biti suveren u svojoj ili bilo kojoj drugoj konklavi ili senatu. Osim izuzećem, ovaj se stupanj dodjeljuje samo onima koji su izabrani za suverena. Kao i kod svih masonskih stupnjeva i ovaj se članu može dodijeliti samo jednom, drugim riječima član koji postaje suveren po drugi put, ili u drugoj konklavi, bit će imenovan i postavljen na dužnost ali neće prolaziti drugi put kroz istu ceremoniju.

## Pridruženi redovi
Dva dodatna kršćanska masonska reda nalaze se pod nadzorom Velike imperijalne Konklave (nacionalnio-upravljajućeg tijela) Crvenog križa cara Konstatina. Prvi je Red Svetoga Groba (Order of the Holy Sepulchre), dok drugi Red Svetoga Ivana Evanđelista (Order of St John the Evangelist). Svaki se od tih redova sastoji od po jednog stupnja ili ceremonije. Iako se u ova dva reda prima odvojeno obično se to odvija istoga dana, jedno iza drugog. U većini jurisdikcija pravilo je da član prvog stupnja Red Crvenog križa cara Konstatina mora pravodobno pristupiti u ova dva pridružena reda prije nego što bi se mogao smatrati kvalificiranim za prijelaz na drugi i treći stupanj Red Crvenog križa cara Konstatina.

### Red Svetoga Groba
Ovaj slobodnozidarski red ne treba miješati s identično nazvanim Redom Svetoga Groba unutar Rimokatoličke Crkve. Iako se oba reda pozivaju na iste povijesne događaje među njima nema realne poveznice. Slobodnozidarski Red Svetoga Groba ima dugačak i složen ritual simboličkog značenja utemeljen na legendi o vitezovima koji čuvaju navodno mjesto ukopa Isusa Krista. I slobodnozidarski i crkveni redovi uzimaju jeruzalemski križ kao svoj simbol, ali crkveni red ovaj križ prikazuje crvenom bojom na bijelom štitu dok slobodnozidarski red prikazuje križ unutar kruga postavljenog na sredini štakastog križa a na medalji Reda ova se značka dodatno nalazi u crnoj i zlatnoj pastirici. Sastanak Reda se održava u svetištu, a predsjedavajući se zove prelat.

### Red Svetoga Ivana Evanđelista
U ovaj se red pristupa u kratkoj ceremoniji očito kršćanskog karaktera. Uobičajeno je da se u Red Svetoga Ivana Evanđelista prima istog dana kada i u Red Svetoga Groba, pri čemu se jedna ceremonija odvija odmah iza druge. Susreti članova Reda održavaju se u preceptoratima, a predsjedavajući se zove preceptor. Na medalji Reda nalazi se srebrni orao s ispruženim krilima kojem se dodaje vijenac u odnosu na ulogu preceptor ili bilo kojeg člana Reda koji je sadašnji ili bivši preceptor. Orao je tradicionalni simbol Svetoga Ivana Evanđelista.

## Rasprostranjenost
Crveni križ cara Konstatina djeluje u više od 40 različitih država diljem svijeta. Sve regularne jurisdikcije prate svoje povijesno podrijetlo od Velike imperijalne konklave Slobodnozidarskog i vojnog reda crvenog križa cara Konstatina i redova svetog Groba i svetog Ivana Evanđelista Engleske i Walesa i njegovih divizija i prekomorskih konkalava.
Redovi Crvenog križa cara Konstatina djeluju na područjima nadležnosti sljedećih regularnih velikih loža temeljem potpisanih konkordata:
- Ujedinjena velika loža Engleske → Velika imperijalna konklava Engleske i Walesa i njegovih divizija i prekomorskih konkalava[11]
  -  Regularna velika loža Belgije → Beneluška divizija[12]
  -  Veliki orijent Nizozemske → Beneluška divizija[12]
  -  Ujedinjena velika loža Bugarske
  -  Nacionalna velika loža Rumunjske
  -  Nacionalna velika loža Gvineje
- Velika loža Andore → Velika imperijalna konklava Andore
- Velika loža Cipra → Velika imperijalna konklava Cipra[13]
- Velika loža Hrvatske → Velika imperijalna konklava za Hrvatsku
- Veliki orijent Italije → Velika imperijalna konklava za Italiju[14]
- Nacionalna velika loža Grčke → Velika imperijalna konklava Grčke[15]
- Velika loža Finske → Velika imperijalna konklava Finske[16]
- Nacionalna velika loža Francuske → Velika imperijalna konklava za Francusku[17]
  -  Legalna/Regularna velika loža Portugala
  -  Nacionalna velika loža Madagaskara → Madagaskarska divizija
  -  Velika loža Mauricijusa → Mauricijska divizija
- Velika loža britanske masonerije u Njemačkoj (UVLNJ) → Velika imperijalna konklava za Njemačku[18]
- Velika loža Slovenije → Velika imperijalna konklava Slovenije
- Velika loža Škotske → Veliko imperijalno vijeće Škotske[19]
  -  Velika loža Tasmanije → Tasmanijska divizija
  -  Nacionalna velika loža Gvineje → Karipska divizija
  -  Ujedinjene velike lože Njemačke
- Velika loža "Alpina" Švicarske → Velika imperijalna konklava Švicarske
- Regularne velike lože u SAD-u → Ujedinjena velika imperijalna konklava za SAD i njene nadležnosti[20]
  -  Regularne velike lože u Meksiku → Divizija za Meksiko, Gvatemalu i Salvador
  -  Velika loža Cuscatlana u Salvadoru → Divizija za Meksiko, Gvatemalu i Salvador
  -  Velika loža Gvatemale → Divizija za Meksiko, Gvatemalu i Salvador
  -  Velika loža Paname → Panamska divizija
  -  Velika loža Portorika → Portorikanska divizija
  -  Velika loža Filipina → Filipinska divizija
- Regularne velike lože u Kanadi → Velika imperijalna konklava Kanade[21]
- Ujedinjena velika loža Novog Južnog Walesa i Teritorija australskog glavnog grada → Velika imperijalna konklava Novog Južnog Walesa i Teritorija australskog glavnog grada[22]
- Ujedinjena velika loža Queenslanda → Velika imperijalna konklava Queenslanda[23]
- Velika loža Južne Australije i Sjevernog teritorija → Velika imperijalna konklava Južne Australije[24]
- Ujedinjena velika loža Viktorije → Velika imperijalna konklava Viktorije[25]
- Velika loža Zapadne Australije → Velika imperijalna konklava Zapadne Australije
- Velika loža Novog Zelanda → Velika imperijalna konklava Novog Zelanda[26]
- Velika loža Benina → Velika imperijalna konklava za Benin
- Velika loža Konga → Velika imperijalna konklava za Republiku Kongo